# Smyrna (Delaware)
Smyrna is een plaats (town) in de Amerikaanse staat Delaware, en valt bestuurlijk gezien onder Kent County en New Castle County.

## Demografie
Bij de volkstelling in 2000 werd het aantal inwoners vastgesteld op 5679. In 2006 is het aantal inwoners door het United States Census Bureau geschat op 7837, een stijging van 2158 (38,0%).

## Geografie
Volgens het United States Census Bureau beslaat de plaats een oppervlakte van 9,7 km², waarvan 9,5 km² land en 0,2 km² water. Smyrna ligt op ongeveer 6 m boven zeeniveau.

## Plaatsen in de nabije omgeving
De onderstaande figuur toont nabijgelegen plaatsen in een straal van 24 km rond Smyrna.